# Федеріко Каппеллаццо
Федеріко Каппеллаццо (італ. Federico Cappellazzo, 16 вересня 1980) — італійський плавець.
Призер Олімпійських Ігор 2004 року.
Чемпіон Європи з водних видів спорту 2002 року.
Переможець літньої Універсіади 2001 року, призер 2003 року.